# Der Amphibienmensch
Der Amphibienmensch (Originaltitel russisch Человек-амфибия Tschelowek-amfibija, auch Chelovek amfibija) ist ein sowjetischer Spielfilm von Gennadi Sergejewitsch Kasanski und Wladimir Alexandrowitsch Tschebotarjow aus dem Jahre 1962. Er basiert auf dem gleichnamigen, 1928 veröffentlichten Roman von Alexander Beljajew.

## Handlung
Im Meer vor der Küste eines nicht näher bezeichneten südlichen Landes versetzt in den 1920er Jahren ein rätselhaftes Geschöpf die Fischer in Angst und Schrecken. Das unbekannte Wesen hat Menschengestalt, besitzt aber Fischschuppen und Glotzaugen. Nur ein Mensch kennt das Geheimnis des „Seeteufels“: Der brillante Wissenschaftler und Chirurg Salvator, der in seinem Laboratorium zurückgezogen seine Experimente ausführt. Das menschliche Amphibienwesen ist sein Sohn Ichthyander. Ihm hat der Professor als dreijähriges Kind Kiemen implantiert, da er an einer unheilbaren Lungenkrankheit litt. Ichthyander kann an Land und im Ozean leben. Isoliert aufgewachsen, ist Ichthyander inzwischen zum Mann herangewachsen und verliebt sich in das Fischermädchen Guttiere, die den skrupellosen Geschäftsmann Don Pedro heiraten soll. Don Pedro will den „Seeteufel“ einfangen und als Perlentaucher für sich arbeiten lassen. Das gelingt ihm mithilfe von Fischern, die ihn mit einem Netz einfangen. Bei ihnen hatte er sich nicht beliebt gemacht, als er oft seine „Meeresfreunde“ unter Wasser aus ihren Netzen befreit hatte, indem er die Netze mit seinem Messer aufschlitzte.
Seit Ichthyander gefangen wurde, hält sein Peiniger ihn in einem kleinen Wasserbehälter, der mit einem Gitter abgedeckt ist, sodass der Amphibienmensch ständig unter Wasser bleiben muss. Damit besteht die Gefahr, dass sich seine Lunge, die er noch immer besitzt, zurückbildet und ihre Funktion verliert. Als ihm mit Hilfe von Guttiere und dem Journalisten Olsen endlich die Flucht gelingt, kann er nur noch im Wasser leben und nicht mehr an Land zurückkehren.

## Hintergrund
Der Film basiert auf dem 1928 erschienenen gleichnamigen Science-Fiction-Roman des sowjetischen Autors Alexander Beljajew. Herausragende Unterwasseraufnahmen und die aufwendige Ausstattung machten den Film zu einem großen Erfolg im gesamten Ostblock. 
Die deutsche Synchronisation wurde vom DEFA-Studio für Synchronisation, Atelier Weimar hergestellt. Die deutsche Erstaufführung erfolgte nur in der DDR am 21. Dezember 1962, die Erstveröffentlichung als DVD am 16. März 2009. Der Film wurde auch im Fernsehen der DDR und der BRD mehrfach (zuletzt am 13. Juni 2014 im MDR) ausgestrahlt.

## Rezeption
Allein in der Sowjetunion sahen rund 64,5 Millionen Menschen den Film im Kino. Die Leser des Magazins Sowjetische Leinwand (Советский экран, Sowetski ekran) wählten ihn 1962 als einen der fünf besten Werke des vergangenen Jahres. 1963 wurde er beim Filmfestival in Triest prämiert.

## Kritik
„So wie Mary Shelleys Erzählung damit endet, daß das Ungeheuer gegen seinen Schöpfer rebelliert, endet auch dieser sowjetische Film in Verzweiflung. […] Während es noch verständlich ist, daß Mary Shelley vor über einem Jahrhundert […] gewisse Strömungen der wissenschaftlichen Entwickling mißtrauisch beäugt haben mag, ist es nicht im mindesten nachvollziehbar, wie sich die gleiche Ansicht in der Sowjetunion breitmachen konnten, die dermaßen große Bemühungen in die wissenschaftliche Forschung steckte […].“ (Dario Mogno in Focus on the Science Fiction Film).